# Pyrene
Pyrene is een geslacht van weekdieren uit de klasse van de Gastropoda (slakken).

## Soorten
- Pyrene decussata (Sowerby I, 1844)
- Pyrene flava (Bruguière, 1789)
- Pyrene morrisoni Willan, 2001
- Pyrene obscura (G. B. Sowerby I, 1844)
- Pyrene obtusa (Sowerby I, 1832)
- Pyrene punctata (Bruguière, 1789)
- Pyrene splendidula (G. B. Sowerby I, 1844)